# Свети Ахил (Ариле)
Вижте пояснителната страница за други значения на Ахил.
„Свети Ахил“ или „Свети Ахилий“ (на сръбски: Црква Светог Ахилија), наричана също и Арилски манастир (манастир Ариље), край река Сръбска Морава в град Ариле, Златиборски окръг, Сърбия е православна църква в Жичката епархия на Сръбската православна църква, както и бивша манастирска църква и катедрала.
Сградата е включена в Списъка на паметниците на културата на Сърбия с изключително значение през 1979 г..
Тя е средищна задужбина на крал Стефан Драгутин и същевременно катедрална църква за обособената Сремска земя. Посветена е на свети Ахил Лариски – епископ на Лариса, борец против арианството, участник в Първия вселенски събор в Никея. В някои научни статии се изказва мнение, че първоначално храмът е издигнат в името на сремския свещеномъченик Архилий, но след пренасянето от Тесалия в Преспа на мощите на Ахилий култовете на почитане на тези светци се сливат.

## История
От началото на XIV до средата на XV век в храма и сформирания около него манастир се разполага митрополия. Архиепископ Сава Сръбски провъзгласява манастира в Ариле (тогава: Моравица) за център на Моравичка (Моравишка) епископия през 1219 г.. Първата катедрална църква на моравичките епископи е разрушена през XIII век. Следващата е построената от крал Драгутин 1283 – 1286 и запазена до днес катедрала.
След османското нашествие (1459) храмът запада. Монашеската общност е възстановена едва след 1557 г. около Печката патриаршия, но не надвишава 3 души. След началото на Руско-турската война (1735 – 1739) през 1735 г. църквата и манастирът отново са разграбени и осквернени: османците използват помещенията на религиозните сгради като конюшни. От средата на XIX век „Свети Ахил“ е със статут на енорийска църква.
През ХVІІІ век Моравичката епархия носи други имена. Титлата „Моравички епископ“ се използва като титулярна за викарии при патриарха (предстоятеля на Сръбската православна църква) от 1932 г.

## Архитектура
Архитектурата на църквата, макар и свързана с т.нар. рашки стил, е своеобразна и донякъде уникална. Представлява еднокорабна сграда с нартекс и екзонартекс. Стилът ѝ е уникален със своята стройна цилиндрична форма, пропорции, фасадни разчленени пиластри и слепи аркади. Олтарът е триделен, а хорът е на правоъгълна основа, което е уникално. Куполът на църквата е с 6 прозореца.
Стенописите ѝ са завършени през 1296 г. Централно място сред тях заемат портретите на крал Драгутин, съпругата му кралица Каталина и синовете им Стефан Владислав II и Стефан Урошиц.
По стар обичай в двора ѝ се намира гроб на патрона Ахил Лариски (според легендата), от който текло миро според поверието на Стефан Урошиц. Днес гробът е празен.